# Essakane
Essakane è un comune rurale del Mali facente parte del circondario di Goundam, nella regione di Timbuctù.
Ospita annualmente in gennaio il Festival au désert, luogo d'incontro per artisti africani ma anche del resto del mondo. 